# Championnat de Super Formula 2017
Navigation
2016 2018
Le championnat de Super Formula 2017 est la 22e saison du principal championnat japonais de monoplaces et la 5e saison sous le nom de Super Formula. Comportant 9 courses, il démarre le 23 avril à Suzuka et se termine le 22 octobre sur ce même circuit.

## Écuries et pilotes
Toutes les écuries disposent de châssis Dallara SF14 chaussés de pneumatiques Yokohama. En ce qui concerne les moteurs, les écuries ont le choix entre Honda ou Toyota.
| Écuries                 | n° | Pilotes            | Moteurs       | Manches |
| ----------------------- | -- | ------------------ | ------------- | ------- |
| P.mu/cerumo・INGING     | 1  | Yuji Kunimoto      | Toyota RI4A   | Toutes  |
| P.mu/cerumo・INGING     | 2  | Hiroaki Ishiura    | Toyota RI4A   | Toutes  |
| Kondō Racing            | 3  | Nick Cassidy       | Toyota RI4A   | Toutes  |
| Kondō Racing            | 4  | Kenta Yamashita    | Toyota RI4A   | Toutes  |
| Sunoco Team LeMans      | 7  | Felix Rosenqvist   | Toyota RI4A   | Toutes  |
| Sunoco Team LeMans      | 8  | Kazuya Ōshima      | Toyota RI4A   | Toutes  |
| Real Racing             | 10 | Koudai Tsukakoshi  | Honda HR-417E | Toutes  |
| Team Mugen              | 15 | Pierre Gasly       | Honda HR-417E | Toutes  |
| Team Mugen              | 16 | Naoki Yamamoto     | Honda HR-417E | Toutes  |
| KCMG                    | 18 | Kamui Kobayashi    | Toyota RI4A   | Toutes  |
| Itochu Enex Team Impul  | 19 | Yuhi Sekiguchi     | Toyota RI4A   | Toutes  |
| Itochu Enex Team Impul  | 20 | Jann Mardenborough | Toyota RI4A   | Toutes  |
| Vantelin Team Tom's     | 36 | André Lotterer     | Toyota RI4A   | Toutes  |
| Vantelin Team Tom's     | 37 | Kazuki Nakajima    | Toyota RI4A   | Toutes  |
| Docomo Dandelion Racing | 40 | Tomoki Nojiri      | Honda HR-417E | Toutes  |
| Docomo Dandelion Racing | 41 | Takuya Izawa       | Honda HR-417E | Toutes  |
| B-MAX Racing Team       | 50 | Takashi Kogure     | Honda HR-417E | Toutes  |
| TCS Nakajima Racing     | 64 | Daisuke Nakajima   | Honda HR-417E | Toutes  |
| TCS Nakajima Racing     | 65 | Narain Karthikeyan | Honda HR-417E | Toutes  |

## Calendrier
| Manche | Manche | Date         | Événement | Circuit                         | Lieu     | Pays                          |
| ------ | ------ | ------------ | --------- | ------------------------------- | -------- | ----------------------------- |
| 1      | 1      | 23 avril     | Suzuka    | Circuit de Suzuka               | Suzuka   | Préfecture de Mie, Japon      |
| 2      | C1     | 27 mai       | Okayama   | Circuit international d'Okayama | Mimasaka | Préfecture d'Okayama, Japon   |
| 2      | C2     | 28 mai       | Okayama   | Circuit international d'Okayama | Mimasaka | Préfecture d'Okayama, Japon   |
| 3      | 3      | 9 juillet    | Fuji      | Fuji Speedway                   | Oyama    | Préfecture de Shizuoka, Japon |
| 4      | 4      | 20 août      | Motegi    | Twin Ring Motegi                | Motegi   | Préfecture de Tochigi, Japon  |
| 5      | 5      | 10 septembre | Autopolis | Autopolis                       | Kamitsue | Préfecture d'Ōita, Japon      |
| 6      | 6      | 24 septembre | SUGO      | Sportsland SUGO                 | Murata   | Préfecture de Miyagi, Japon   |
| 7      | C1     | 22 octobre   | Suzuka II | Circuit de Suzuka               | Suzuka   | Préfecture de Mie, Japon      |
| 7      | C2     | 22 octobre   | Suzuka II | Circuit de Suzuka               | Suzuka   | Préfecture de Mie, Japon      |

## Résultats
| Manche | Manche | Événement | Pole position                          | Meilleur tour                          | Pilote vainqueur                       | Écurie gagnante                        |
| ------ | ------ | --------- | -------------------------------------- | -------------------------------------- | -------------------------------------- | -------------------------------------- |
| 1      | 1      | Suzuka    | Kazuki Nakajima                        | Koudai Tsukakoshi                      | Kazuki Nakajima                        | Vantelin Team Tom's                    |
| 2      | C1     | Okayama   | Yuhi Sekiguchi                         | Felix Rosenqvist                       | André Lotterer                         | Vantelin Team Tom's                    |
| 2      | C2     | Okayama   | Hiroaki Ishiura                        | Kamui Kobayashi                        | Yuhi Sekiguchi                         | Itochu Enex Team Impul                 |
| 3      | 3      | Fuji      | Yuji Kunimoto                          | Felix Rosenqvist                       | Hiroaki Ishiura                        | P.mu/cerumo・INGING                    |
| 4      | 4      | Motegi    | Kenta Yamashita                        | Koudai Tsukakoshi                      | Pierre Gasly                           | Team Mugen                             |
| 5      | 5      | Autopolis | Tomoki Nojiri                          | Jann Mardenborough                     | Pierre Gasly                           | Team Mugen                             |
| 6      | 6      | SUGO      | Nick Cassidy                           | Hiroaki Ishiura                        | Yuhi Sekiguchi                         | Itochu Enex Team Impul                 |
| 7      | C1     | Suzuka II | Manche annulée en raison du Typhon Lan | Manche annulée en raison du Typhon Lan | Manche annulée en raison du Typhon Lan | Manche annulée en raison du Typhon Lan |
| 7      | C2     | Suzuka II | Manche annulée en raison du Typhon Lan | Manche annulée en raison du Typhon Lan | Manche annulée en raison du Typhon Lan | Manche annulée en raison du Typhon Lan |

## Classements
Système de points
Sur chaque course, la pole position rapporte un point, tandis qu'aucun point n'est attribué pour le meilleur tour en course. Les points sont toujours attribués aux huit premiers pilotes classés. Cependant, les points attribués sur une course sont divisés par deux pendant les doubles manches, sauf pour la victoire qui rapporte huit points lors des deux dernières courses de Suzuka.
| Position                | 1er | 2e | 3e | 4e  | 5e | 6e  | 7e | 8e  | Pole |
| Manches à une course    | 10  | 8  | 6  | 5   | 4  | 3   | 2  | 1   | 1    |
| Double manche d'Okayama | 5   | 4  | 3  | 2,5 | 2  | 1,5 | 1  | 0,5 | 1    |
| Double manche de Suzuka | 8   | 4  | 3  | 2,5 | 2  | 1,5 | 1  | 0,5 | 1    |

### Classement des pilotes

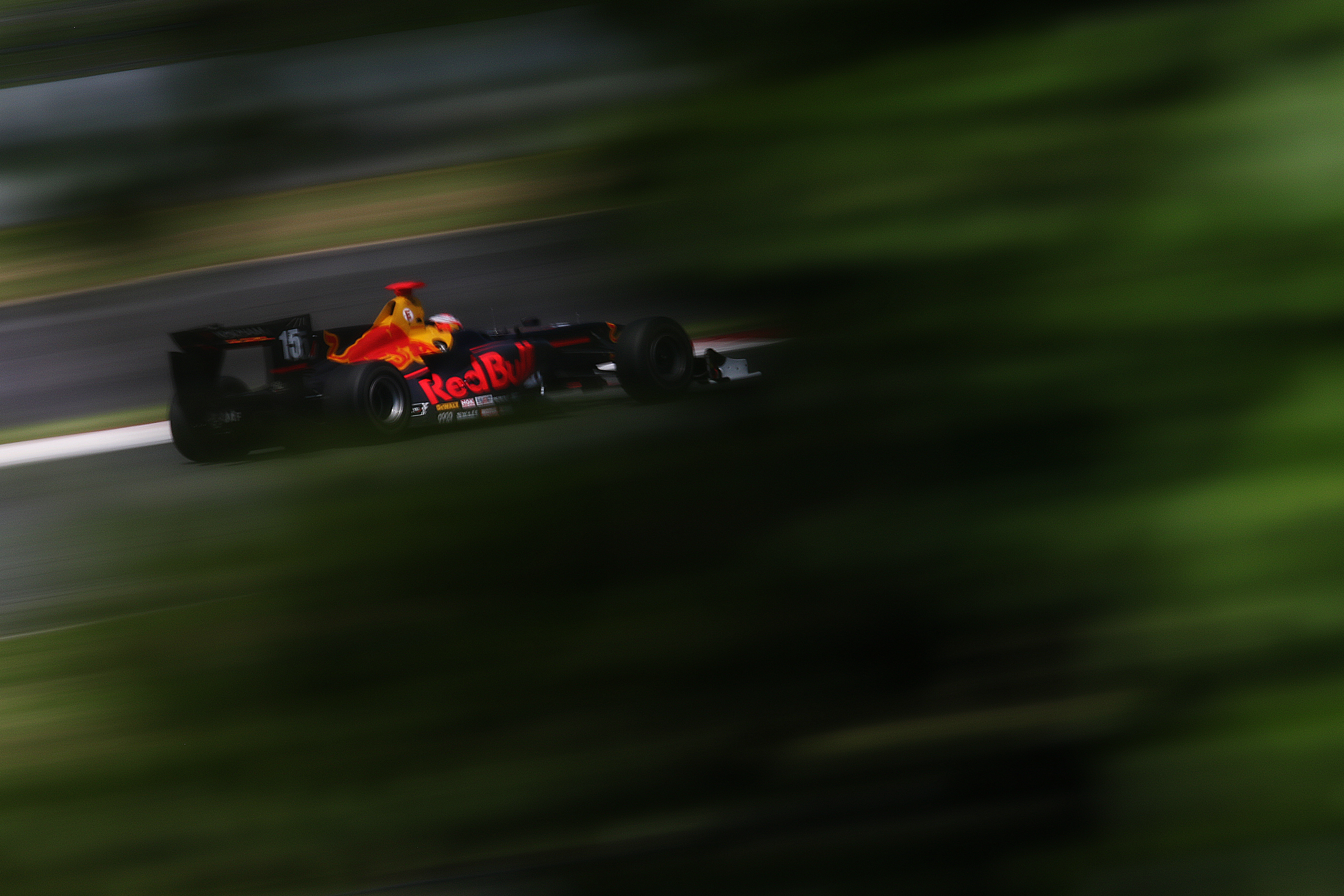
Pierre Gasly, ici à Fuji, termine à un demi-point du champion Hiroaki Ishiura.

| Pos. | Pilote             | SUZ  | OKA | OKA  | FUJ  | MOT  | AUT  | SUG | SUZ | SUZ | Points |
| ---- | ------------------ | ---- | --- | ---- | ---- | ---- | ---- | --- | --- | --- | ------ |
| 1er  | Hiroaki Ishiura    | 4    | 8   | 2    | 1    | 4    | 4    | 6   | A   | A   | 33.5   |
| 2e   | Pierre Gasly       | 10   | 19  | 7    | 5    | 1    | 1    | 2   | A   | A   | 33     |
| 3e   | Felix Rosenqvist   | 11   | 12  | 4    | 2    | 3    | 2    | 5   | A   | A   | 28.5   |
| 4e   | Yuhi Sekiguchi     | 12   | 2   | 1    | 4    | 16   | 10   | 1   | A   | A   | 25     |
| 5e   | Kazuki Nakajima    | 1    | 9   | 18   | 7    | 11   | 6    | 3   | A   | A   | 22     |
| 6e   | André Lotterer     | 5    | 1   | 3    | 3    | 7    | Abd. | 10  | A   | A   | 20     |
| 7e   | Kamui Kobayashi    | 9    | 4   | 5    | 15   | 2    | 7    | 7   | A   | A   | 16.5   |
| 8e   | Yuji Kunimoto      | 3    | 10  | 9    | Abd. | 15   | 5    | 4   | A   | A   | 16     |
| 9e   | Naoki Yamamoto     | 2    | 5   | 8    | Abd. | 13   | Abd. | 18  | A   | A   | 10.5   |
| 10e  | Nick Cassidy       | 17   | 3   | 11   | Abd. | 5    | Abd. | 19  | A   | A   | 8      |
| 11e  | Kenta Yamashita    | 14   | 7   | 6    | Abd. | 6    | 13   | 11  | A   | A   | 6.5    |
| 12e  | Kazuya Ōshima      | Abd. | 15  | 12   | 12   | 10   | 3    | 15  | A   | A   | 6      |
| 13e  | Takuya Izawa       | 8    | 14  | Abd. | 6    | Abd. | 15   | 8   | A   | A   | 5      |
| 14e  | Jann Mardenborough | 18   | 6   | 17   | 8    | 14   | 8    | 9   | A   | A   | 3.5    |
| 15e  | Koudai Tsukakoshi  | 6    | 11  | 16   | 9    | 9    | 9    | 16  | A   | A   | 3      |
| 16e  | Daisuke Nakajima   | 7    | 16  | 14   | 11   | 12   | 11   | 17  | A   | A   | 2      |
| 17e  | Tomoki Nojiri      | 16   | 13  | 10   | 10   | 8    | 14   | 12  | A   | A   | 2      |
| 18e  | Takashi Kogure     | 15   | 18  | 15   | 13   | 17   | 12   | 14  | A   | A   | 0      |
| 19e  | Narain Karthikeyan | 13   | 17  | 13   | 14   | Abd. | Abd. | 13  | A   | A   | 0      |

| Couleur  | Résultat                       |
| -------- | ------------------------------ |
| Or       | Vainqueur                      |
| Argent   | 2e place                       |
| Bronze   | 3e place                       |
| Vert     | Classé dans les points         |
| Bleu     | Classé hors des points         |
| Bleu     | Non classé (Nc.)               |
| Violet   | Abandon (Abd.)                 |
| Rouge    | Non qualifié (Nq.)             |
| Rouge    | Non pré-qualifié (Npq.)        |
| Noir     | Disqualifié (Dsq.)             |
| Blanc    | Non partant (Np.)              |
| Blanc    | Forfait (Forf.)                |
| Blanc    | Course annulée (A)             |
| Neutre   | Non présent                    |
| Neutre   | Exclu (Ex.)                    |
| Gras     | Pole position                  |
| Italique | Meilleur tour en course        |
| †        | Classé sans terminer la course |
| 1 2 3 …  | Classement dans la catégorie   |

### Classement des écuries
| Pos. | Écurie                  | n° | SUZ  | OKA | OKA  | FUJ  | MOT  | AUT  | SUG | SUZ | SUZ | Points |
| ---- | ----------------------- | -- | ---- | --- | ---- | ---- | ---- | ---- | --- | --- | --- | ------ |
| 1er  | P.mu/cerumo・INGING     | 1  | 3    | 10  | 9    | Abd. | 15   | 5    | 4   | A   | A   | 49.5   |
| 1er  | P.mu/cerumo・INGING     | 2  | 4    | 8   | 2    | 1    | 4    | 4    | 6   | A   | A   | 49.5   |
| 2e   | Team Mugen              | 15 | 10   | 19  | 7    | 5    | 1    | 1    | 2   | A   | A   | 43.5   |
| 2e   | Team Mugen              | 16 | 2    | 5   | 8    | Abd. | 13   | Abd. | 18  | A   | A   | 43.5   |
| 3e   | Vantelin Team Tom's     | 36 | 5    | 1   | 3    | 3    | 7    | Abd. | 10  | A   | A   | 42     |
| 3e   | Vantelin Team Tom's     | 37 | 1    | 9   | 18   | 7    | 11   | 6    | 3   | A   | A   | 42     |
| 4e   | Sunoco Team LeMans      | 7  | 11   | 12  | 4    | 2    | 3    | 2    | 5   | A   | A   | 34.5   |
| 4e   | Sunoco Team LeMans      | 8  | Abd. | 15  | 12   | 12   | 10   | 3    | 15  | A   | A   | 34.5   |
| 5e   | Itochu Enex Team Impul  | 19 | 12   | 2   | 1    | 4    | 16   | 10   | 1   | A   | A   | 28.5   |
| 5e   | Itochu Enex Team Impul  | 20 | 18   | 6   | 17   | 8    | 14   | 8    | 9   | A   | A   | 28.5   |
| 6e   | KCMG                    | 18 | 9    | 4   | 5    | 15   | 2    | 7    | 7   | A   | A   | 16.5   |
| 7e   | Kondō Racing            | 3  | 17   | 3   | 11   | Abd. | 5    | Abd. | 19  | A   | A   | 14.5   |
| 7e   | Kondō Racing            | 4  | 14   | 7   | 6    | Abd. | 6    | 13   | 11  | A   | A   | 14.5   |
| 8e   | Docomo Dandelion Racing | 40 | 16   | 13  | 10   | 10   | 8    | 14   | 12  | A   | A   | 7      |
| 8e   | Docomo Dandelion Racing | 41 | 8    | 14  | Abd. | 6    | Abd. | 15   | 8   | A   | A   | 7      |
| 9e   | Real Racing             | 10 | 6    | 11  | 16   | 9    | 9    | 9    | 16  | A   | A   | 3      |
| 10e  | TCS Nakajima Racing     | 64 | 7    | 16  | 14   | 11   | 12   | 11   | 17  | A   | A   | 2      |
| 10e  | TCS Nakajima Racing     | 65 | 13   | 17  | 13   | 14   | Abd. | Abd. | 13  | A   | A   | 2      |
| 11e  | B-MAX Racing Team       | 50 | 15   | 18  | 15   | 13   | 17   | 12   | 14  | A   | A   | 0      |